# Karlis Dolietis
Karlis Arvids Dolietis (egentligen: Kārlis Arvīds Dolietis), född 18 februari 1935 i Riga, är en lettisk-svensk arkitekt. 
Dolietis, som är son till medicine doktor Karlis Dolietis och Zelma Schultmanis, avlade studentexamen i Karlstad 1956 och utexaminerades från Chalmers tekniska högskola 1961. Han anställdes hos arkitekt Poul Hultberg i Göteborg 1961, hos professor Helge Zimdal 1964, blev arkitekt vid Göteborgs stads stadsbyggnadskontors byggnadsavdelning 1967 och startade egen konsultverksamhet i Göteborg under firma Dolietis Projekteringskontor 1974. Han flyttade senare till Norge, där han varit arkitekt hos Origo Arkitektgruppe AS i Bergen.